# Liste der Monuments historiques in Saint-Dizant-du-Gua
Die Liste der Monuments historiques in Saint-Dizant-du-Gua führt die Monuments historiques in der französischen Gemeinde Saint-Dizant-du-Gua auf.

## Liste der Bauwerke
| Bezeichnung        | Beschreibung                                          | Standort | Kennzeichnung | Schutzstatus | Datum | Bild           |
| ------------------ | ----------------------------------------------------- | -------- | ------------- | ------------ | ----- | -------------- |
| Château de Beaulon | Schloss mit Taubenturm, erbaut ab dem 15. Jahrhundert | (Lage)   | PA00105170    | Inscrit      | 1987  | weitere Bilder |

## Liste der Objekte

### Kirche St-Dizant
| Bezeichnung                | Beschreibung                                             | Standort | Kennzeichnung | Schutzstatus | Datum | Bild |
| -------------------------- | -------------------------------------------------------- | -------- | ------------- | ------------ | ----- | ---- |
| Marienaltar                | Altar und Retabel; Holz, farbig gefasst, 18. Jahrhundert | (Lage)   | PM17001053    | Inscrit      | 1979  |      |
| Gemälde Mariä Himmelfahrt  | Öl auf Leinwand, 18. Jahrhundert, seit 1990 verschwunden | (Lage)   | PM17001054    | Inscrit      | 1979  |      |
| Weihwasserbecken           | Stein, 15. Jahrhundert                                   | (Lage)   | PM17000372    | Classé       | 1908  |      |
| Hochaltar                  | Altar und Retabel, Holz, farbig gefasst, 18. Jahrhundert | (Lage)   | PM17000374    | Classé       | 1984  |      |
| Gemälde Kreuzigung         | Öl auf Leinwand, 18. Jahrhundert                         | (Lage)   | PM17000708    | Classé       | 1984  |      |
| Schiffsmodell Saint Michel | Votivgabe: Holz, bemalt, 19. Jahrhundert                 | (Lage)   | PM17000373    | Classé       | 1980  |      |